# Geografie Třebíče
Geografie Třebíče je článek o geologických a geografických poměrech v městě Třebíč.

## Přírodní poměry

Fyzická mapa Třebíče a blízkého okolí

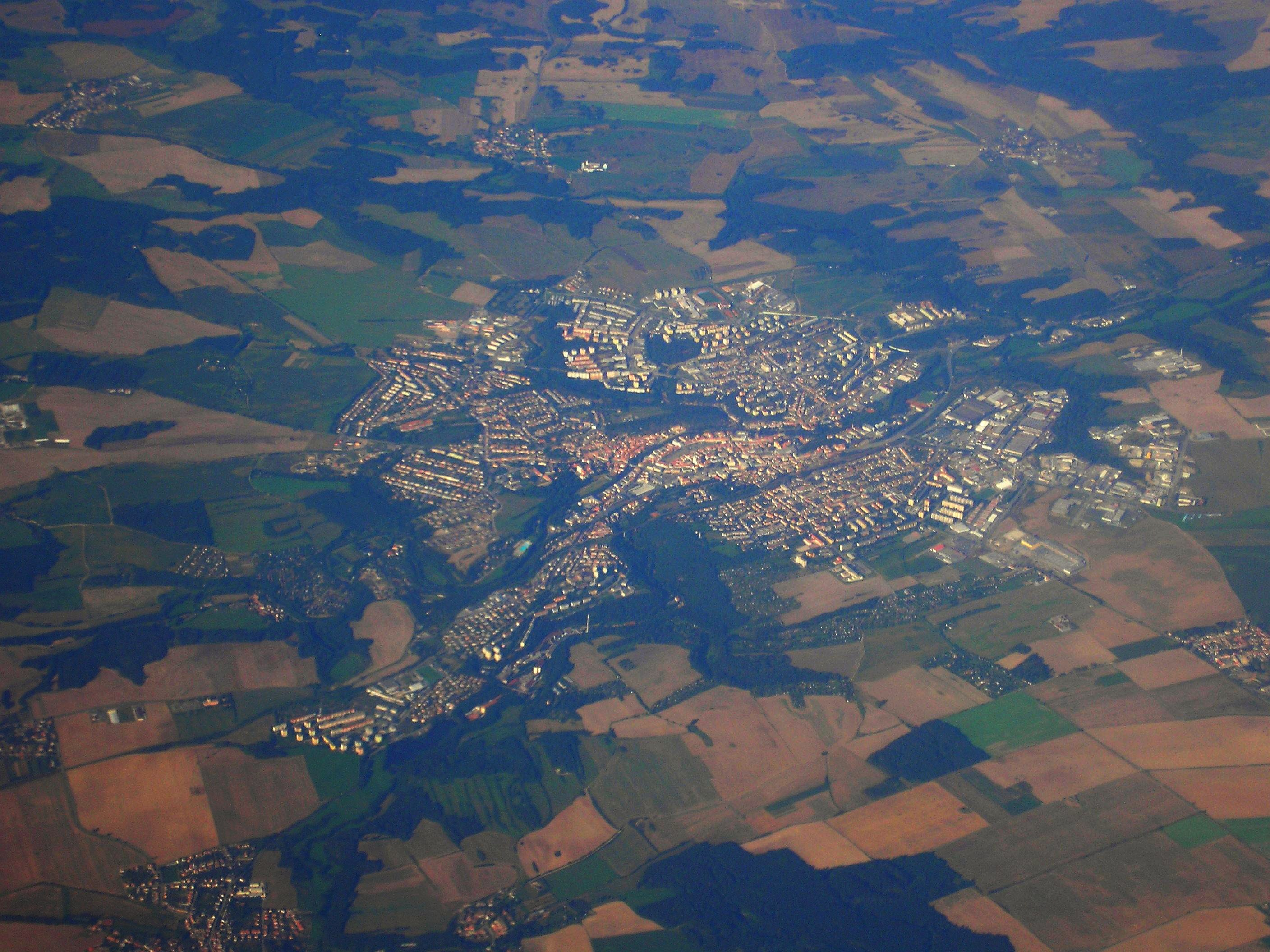
Letecký snímek Třebíče

Poblíž Třebíče je velice zachovalá příroda. Pouze na jihu byla původní vegetace rozrušena velkými poli, která vznikla v 50. letech. Díky výskytu mnoha vzácných druhů rostlin a živočichů v okolí Třebíče existuje několik přírodních parků:
- Přírodní park Třebíčsko
- Přírodní park Pojihlaví
- Přírodní park Rokytná

Dále se v okolí Třebíče nachází několik památek a přírodních rezervací a přibližně 100 památných stromů.
Důležitou přírodní hodnotu má ve městě také částečně přírodní park Libušino údolí.
Velmi důležité z hlediska biodiverzity jsou v Třebíči xerotermní skály a stráně nad řekou, které hostí řadu vzácných organismů. Většinou se jedná o teplomilné rostliny a živočichy, které sem pronikly podél řeky Jihlavy z teplejších oblastí jižní Moravy a mají zde často severní hranici rozšíření.
Na východ od města nalezneme podél řeky Jihlavy zčásti zachovalé nivní louky, kde žije populace bobra evropského (Castor fiber) a roste řada ohrožených druhů rostlin, pro než byla vytvořena také PP Hluboček.

## Geografie

Mapka místních částí Třebíče

Město o rozloze 57,6 km2 se dělí na 10 katastrálních území a 17 částí, z nichž 10 tvoří městskou zástavbu a zbylých 7 je v blízkém okolí. Podle sčítání lidu v roce 2001 v Třebíči žilo 39 021 obyvatel v 4 895 domech a podle sčítání roku 2011 jen 36 998 obyvatel v 5 304 domech. Nejrozsáhlejší místní částí jsou Slavice; nejmenší Zámostí. Nejlidnatější jsou Nové Dvory a nejméně obyvatel má Řípov.
Po roce 1989 se několik bývalých místních částí osamostatnilo. Postupně to byly Krahulov (24. listopadu 1990), dále, s platností od 1. ledna 1993, Kožichovice a Okřešice. Poslední odpojenou částí byla Střítež, samostatná od 1. ledna 1995.
Třebíč se nachází ve střední části okresu Třebíč, který leží v jihovýchodní části Kraje Vysočina. Od krajského města je Třebíč vzdálena 35 km jihovýchodním směrem a je po Jihlavě druhým největším městem v kraji. Druhým blízkým velkým městem je bývalé zemské hlavní město Brno, vzdálené od Třebíče 56 km východním směrem.
Centrum města leží v údolí řeky Jihlavy, hlubokém šedesát metrů. Zbytek města se pak rozkládá na návrších, která se místy střídají s údolími, jimiž do řeky tečou potoky. Krajina severně od města je rovinatá s typickými remízky a velkými syenitovými balvany, doplněná soustavami rybníků. Jižní krajina je jiného charakteru a nabízí mnohem větší možnosti využití půdy. Asi tři kilometry na jihu se od města zvedá sopečný masiv, který je součástí Stařečské a Jevišovické pahorkatiny, táhnoucí se od jihovýchodu až na západ. Výraznou dominantou okolí je Klučovská hora s televizním vysílačem pro Třebíč a okolí, která patří k Jevišovické pahorkatině. V jejím sousedství se nachází pahorek Hošťanka s přírodní rezervací. Významnými, ale od města již vzdálenějšími vrcholy masivu jsou Pekelný kopec, oblíbený cíl turistů, a Zadní hora, na níž se rovněž nachází radiotelevizní vysílač.
Třebíč byla územně příslušná k několika krajům, v roce 1849 ke kraji Jihlavskému, od roku 1850 k Brněnskému, od roku 1854 opět Jihlavskému. V něm zůstala až do ukončení krajské samosprávy v roce 1868. Za první republiky se měla stát součástí „jihlavské“ župy X, ke zřízení žup však nikdy nedošlo. Od roku 1948 patřila do Jihlavského kraje a od roku 1960 do Jihomoravského.

## Územní vývoj

Nástin územního vývoje města Třebíče

Město Třebíč se půdorysem řadí k podunajskému typu měst. Jeho hlavní náměstí má ulicový charakter. Vzniklo jednostranným rozšířením staré komunikace a kopíruje pravý břeh oblouku řeky Jihlavy. Vedlejší prostranství vzniklo při farním kostele sv. Martina z Tours. Toto jádro města uzavřely hradby. Do města se vcházelo třemi branami: jihlavskou (podklášterskou), vídeňskou (znojemskou) nebo jejkovskou (brněnskou).
Jako předměstí vznikly v době renesance Stařečka za jihlavskou branou a Jejkov za brněnskou branou. Románské podhradí kláštera (Podklášteří) stavebně přešlo do sousedícího Židovského města. Při obnově města v 15. století město rozšiřovalo ulice i náměstí, aby posílilo jejich tržní funkci.

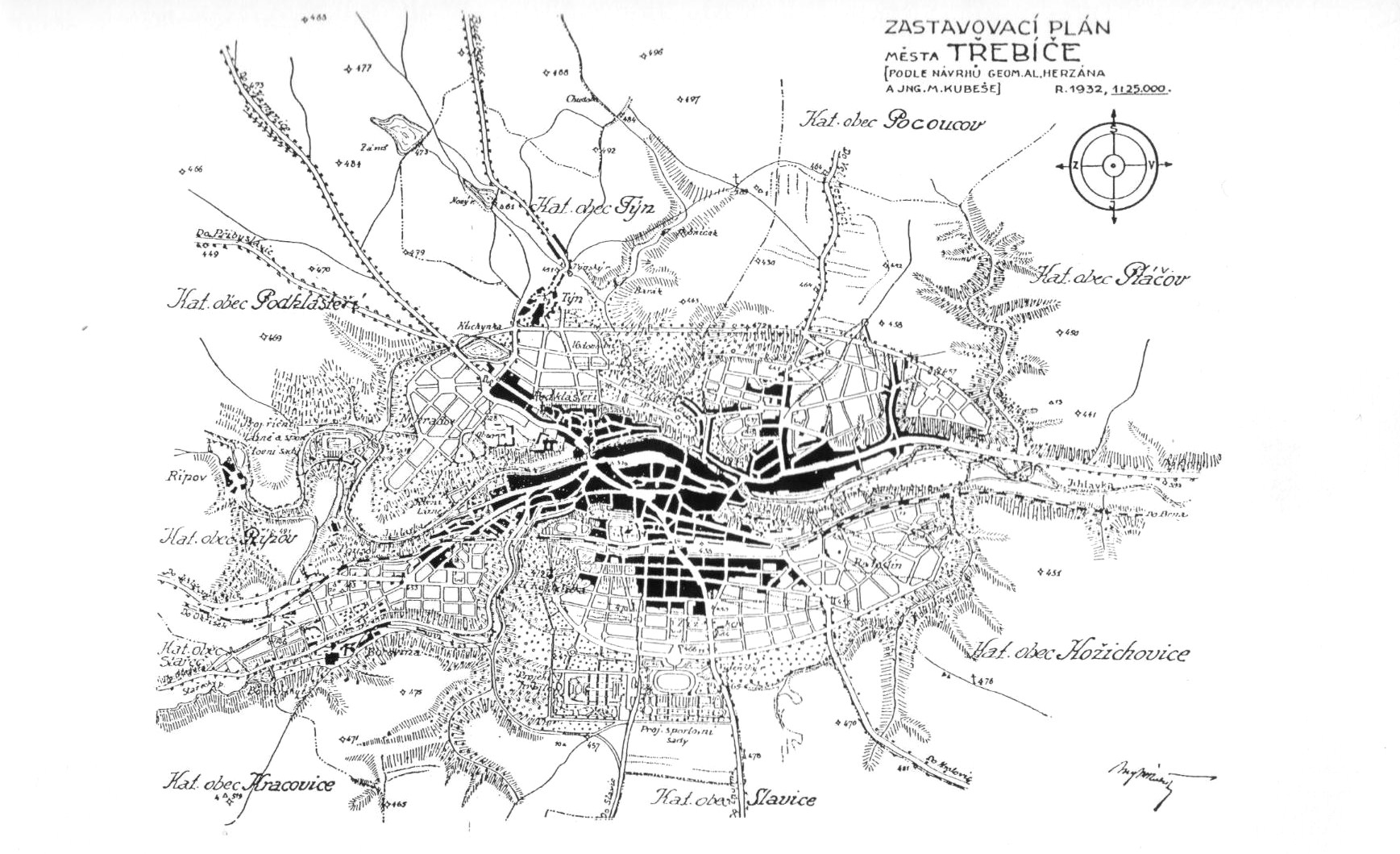
Původní plán výstavby města z roku 1932

Poté byly položeny základy pozdějších částí Nových Dvorů a Nového Města na levém břehu řeky. Od 2. poloviny 19. století se město začalo rozpínat směrem na jih od Horky do nové části Domky a dále přes Stařečku do Boroviny, rychlým tempem pak rostlo začátkem 20. století, kdy se dál k severu rozšířily Nové Dvory, na jih Domky a  při borovinské továrně sestavěly dělnické domky. Pozdější víceméně pozvolný růst města na všechny strany, včetně výstavby mnoha cihlových činžovních domů v Domcích a Borovině a průmyslové zástavby v Domcích a na Jejkově, nabral překotné tempo v souvislosti se záměrem a začátkem realizace výstavby dukovanské elektrárny. Od poloviny 60. let 20. století tak byla po okrajích města zakládána sídliště s panelovými domy. Největší z nich vyrostlo na přelomu 70. a 80. let na Nových Dvorech a v Borovině. Další panelová výstavba proběhla v mezitím připojené části Týn a na přelomu 80. a 90. let též na Novém Městě. Natolik zásadnímu zvýšení počtu obyvatel se musela přizpůsobit i dopravní infrastruktura města, a tím mj. došlo k asanování takřka celé Horky, dále staré zástavby Nového Města a podstatné části Stařečky.
V roce 2018 bylo rozhodnuto o přípravě 60 parcel k bydlení na jižním okraji města nedaleko Polikliniky Vltavínská. Tam budou stát samostatné rodinné domy a bytový dům. Na severním okraji města budou postaveny domy za ulicí Manželů Curieových, v lokalitě na Kopcích budou v roce 2018 dokončeny parcely pro řadové domy a dva bytové domy. V září roku 2019 začaly úpravy v lokalitě Vltavínská, práce by měly být dokončeny v říjnu roku 2020. V roce 2020 by město mělo zakoupit pozemky na severní straně města, měly by být určeny pro průmyslovou výstavbu i bytovou výstavu.
V roce 2017 město Třebíč vybralo po třech letech opět městského architekta. Do roku 2014 jím byl Lubor Herzán, od dubna 2017 je novým architektem Jaroslav Hulín, třebíčský rodák, který žije a pracuje v Praze.
V červenci roku 2019 byl zveřejněn návrh nového územního plánu, dne 10. září 2020 byl aktualizovaný územní plán vydán, původní pocházel z roku 1988. Nově řeší rozvoj města, lokality k bydlení, průmyslové lokality i lokality k trávení volného času.
V březnu roku 2019 byly v lokalitě Brněnská západ připraveny pozemky s projekty pro výstavbu rodinných domů, prodány mají být v aukci. Další parcely pro bytovou výstavbu město má v plánu připravit na severním okraji města nedaleko silnice vedoucí na Pocoucov. Na jižním okraji města má v roce 2021 vzniknout 42 parcel pro rodinné domy a bytový dům, následně pak několik desítek domů jižně od obchodního domu Lidl. V roce 2023 bylo rozhodnuto, že v lokalitě na jižním okraji Třebíče vznikne cca 200 bytů a 45 řadových rodinných domů, nejvyšší domy mají dosáhnout 4 pater. V roce 2025 bude dokončeno 20 nových pozemků pro rodinné domy v lokalitě Nehradov.
| Nejstarší známé vyobrazení Třebíče z počátku 18. století | Třebíč na nejstarším známém vyobrazení z počátku 18. století. Zachycen je zámek pouze se severní věží, ale ještě s původní, dnes obnovenou vchodovou branou. V popředí pak vyniká Vídeňská brána a napravo od ní se rozkládá rybník Jordán napájející vodní příkopy. V centru města je městská věž, již spojená s kostelem svatého Martina. |
| obraz města Třebíče cca 1720 | Nejstarší známé vyobrazení města Třebíče (cca 1720), které objevil třebíčský archivář a historik Vincenc Sameš, v tehdejším valdštejnském archivu v Doksech roku 1931. |
| Mariazellský votivní obraz Třebíče z roku 1766 | Mariazellský votivní obraz Třebíče z roku 1766. Na obraze je již zachycen zbudovaný hřbitov za městem. Dobře patrné je také opevnění města a církevní chrámy stejně tak jako původní renesanční podoba Karlova náměstí. |
| Nejstarší známá fotografie Třebíče pořízená před rokem 1868 a před velkými požáry, kdy je na fotografii patrná ještě stará renesanční radnice a tzv. Masné krámy | Nejstarší známá fotografie Třebíče pořízená fotografem Knausem před rokem 1868. Na fotografii jsou patrné tehdy ještě stojící Masné krámy a stará renesanční radnice, která shořela při požáru roku 1872. V pozadí jsou ještě neobydlené stráně Strážné hory (Kostelíčku). |
| Pohled na město z Hrádku kolem roku 1906 | Pohled na město z Hrádku kolem roku 1906. Fotografie ukazuje již téměř dnešní stav náměstí: je zde nová budova radnice a na horní straně nový Národní dům. V pozadí stoupá cesta do Boroviny a v její těsné blízkosti stojí větrný mlýn k mletí třísla. Napravo od městské věže je Kaple Povýšení svatého Kříže. Pod Strážnou horou leží také nově zřízený hřbitov, z něhož je vidět zatím pouze plot. Za povšimnutí stojí také věž hasičské zbrojnice za radnicí a tehdy nový podklášterský most, který slouží dodnes. Při levém břehu řeky Jihlavy poblíž tohoto mostu je na místě nynějšího finančního úřadu ještě patrný mlýn. |
| Panorama města od jihu na počátku 20. století | |
| Pohled na město z plošiny Hrádek dnes | Na popředí fotografie města z roku 2004 jsou vidět střechy domů v židovské čtvrti, která byla roku 2003 zapsána do seznamu světového dědictví UNESCO. Napravo od věže s novým ciferníkem a ručičkami, opravené v letech 1996–1997, vyniknou výškové panelové domy v Borovině. V krajině za městem se rýsuje silueta masivu u Zadní hory nedaleko Čechočovic. |

## Geologie
Z geologického hlediska se prakticky celá zastavěná část města Třebíče nachází na tzv. třebíčském masivu (ve starší literatuře též třebíčsko-velkomeziříčský masiv) někdy označovaném také jako třebíčská plošina či třebíčský trojúhelník. Jedná se o magmatické těleso o ploše cca 500 km2 rozkládající se přibližně mezi městy Jaroměřice nad Rokytnou, Polná a Velká Bíteš. Stáří hornin činí podle izotopického datování přibližně 340 milionů let. Složením odpovídají horniny třebíčského masivu nejčastěji žule a v případě nižšího zastoupení křemene i syenitu. V hornině jsou poměrně bohatě zastoupeny tmavé minerály, tedy biotit a amfibol, které jí spolu s velkými zrny živce dávají charakteristický vzhled. Je zajímavá z chemického hlediska: vykazuje totiž relativně vysoký obsah draslíku kombinovaný neobvykle se zvýšeným obsahem hořčíku. Horniny tohoto typu byly poprvé popsány v německém Schwarzwaldu na lokalitě Durbach, které vděčí hornina za svůj název – durbachit. Třebíčský masív je pak znám především nálezy ametystů a záhněd u Hostákova a Bochovic.
Pro horninu jsou dále charakteristické zvýšené obsahy uranu a thoria, které společně s radioaktivním izotopem draslíku způsobují relativně vysokou radioaktivitu. Ta je mimo jiné příčinou zčernání křemene – hrádeckého morionu. Vlivem radioaktivního rozpadu uranu a thoria dochází ke vzniku radioaktivního plynu radonu, jehož přítomnost v podložních horninách s sebou přináší nutnost uplatnění opatření proti jeho pronikání do budov. K uvolňování radonu dochází především v severní části města, což bylo a je překážkou při rozšiřování města směrem na sever.
Durbachity vytvářejí na území města velmi rozsáhlé výchozy táhnoucí se po severním obvodu Židovské čtvrti podél řeky až do Kočičiny a dále k východu. Jsou však odkryty i na celé řadě jiných míst. V Třebíči se velmi hojně vyskytují horniny žilného doprovodu. Jedná se o světlé aplitové žíly, jejichž mocnost dosahuje maximálně několika metrů. Nejnápadnější výchoz těchto hornin se nachází ve svahu na Hrádku pod Žižkovou mohylou, kde jsou žíly díky světlé barvě patrné na velkou vzdálenost.
Nejzápadnější část města, do níž spadá především místní část Borovina, již leží mimo třebíčský masiv a podloží je zde tvořeno migmatitzovanými (natavenými) sillimanit biotitickými pararulami obsahujícími místy cordierit. S těmito horninami je možno se setkat např. ve výchozech mezi Polankou a Poušovem. Bývají zpravidla páskované, ale tato stavba je místy setřena díky jejich natavení. V těchto horninách se dále vyskytují vložky vápenato-silikátových hornin erlanů. Tyto horniny podléhaly v třetihorním tropickém klimatu intenzivnímu chemickému zvětrávání, což dalo vzniknout známým pestrobarevným borovinským a řípovským opálům. V rámci stavebních úprav v roce 2017 byly znovu odkryty opály různých barev, nejvíce zelených, hnědých a červených, nejméně pak bílých a žlutých. Opály se již dříve objevovaly v prostoru bývalé borovinské cihelny, ta později zanikla a k nálezům docházelo pouze sporadicky.
Zajímavé nerosty se v Třebíči nalézají již jen příležitostně, zejména při stavebních pracích a při výkopech.
Při výkopech na Karlově náměstí, jímž kdysi pravděpodobně protékala řeka, se lze setkat s valounky křišťálu a záhnědy. Mimo ně však i s vivianitem, jehož vznik v naší lokalitě souvisí s hromaděním organických látek ve středověkých stokách. Na Stařečce byl při výstavbě autobusového nádraží nalezen allanit. Výskyt vzácného nerostu prioritu je doložen z Týna.
Na žulosyenitovém Hrádku se lze setkat s bílou horninou – aplitem. Dále lze připomenout i turmalín, a to i v podobě tzv. turmalínových sluncí: křementurmalínové srůsty lemované bílým bezslídným aplitem a v tmavším biotitovém aplitu.
Třebíč je též známá velkým nalezištěm vltavínů na jihu města ve čtvrti Horka-Domky poblíž polikliniky ve Vltavínské ulici, která je podle nich nazvána. Krásné nerosty byly nalezeny též u tzv. Kostelíčka: černý turmalín, hnědá záhněda, šedozelený chlorit a zrna a osmistěnové krystaly fialového a zeleného fluoritu nebo zrna fialově červeného granátu – almandinu. Bílý křemen býval hojný na Jejkově a na starém hřbitově v Domcích.
Na západě města se dříve také těžila cihlářská hlína.

## Ekologie
Třebíč je druhé město s nejvyšším procentem zateplených domů v České republice. Domácnosti v Třebíči jsou rovněž vytápěny biomasou. V roce 2011 byla otevřena již třetí teplárna na biomasu. Poblíž města se také nachází více společností a míst, které na rozdíl od chráněných oblastí znečišťují životní prostředí; velkou ekologickou zátěží byla např. blízká skládka Pozďátky.
V listopadu roku 2020 vznikla nabíjecí stanice u trafostanice na ulici Kpt. Jaroše.

### Rozšiřování města a plán obchvatu
Ekologickým problémem by však mohla být plánovaná stavba obchvatu města, která by mj. nešetrně zasáhla do okolní přírody a krajiny včetně rekreačních oblastí. Obchvat by částečně narušil také charakter Libušina údolí, nejvýznamnější oblast přírody ve městě.
Dalším negativním jevem je v současné době vznik obchodních center, hal a skladů na původně zemědělské půdě, což má nepříznivý vliv i na zadržování vody. Nejvýrazněji se zástavba rozrůstá ve směru na Kožichovice a Střítež, některé třebíčské ulice se proto již nacházejí v katastrech těchto obcí.

## Klima
Třebíč leží v mírně teplé oblasti s občasnými dešti. Převládá zde severozápadní a západní proudění vzduchu. Z východu sem pak proudí především chladný vzduch a v zimě větší množství sněhových srážek. Ročně spadne asi 560 mm srážek (na vegetační období připadá asi 350–400 mm, na zimní období pak 200–250 mm). Průměrná roční teplota činí 7,5 °C, v červenci pak 18,5 °C a v lednu −3,4 °C.
| Třebíč – podnebí            | Třebíč – podnebí | Třebíč – podnebí | Třebíč – podnebí | Třebíč – podnebí | Třebíč – podnebí | Třebíč – podnebí | Třebíč – podnebí | Třebíč – podnebí | Třebíč – podnebí | Třebíč – podnebí | Třebíč – podnebí | Třebíč – podnebí | Třebíč – podnebí |
| Období                      | leden            | únor             | březen           | duben            | květen           | červen           | červenec         | srpen            | září             | říjen            | listopad         | prosinec         | rok              |
| --------------------------- | ---------------- | ---------------- | ---------------- | ---------------- | ---------------- | ---------------- | ---------------- | ---------------- | ---------------- | ---------------- | ---------------- | ---------------- | ---------------- |
| Průměrné denní maximum [°C] | 0                | 3                | 7                | 13               | 19               | 22               | 23               | 24               | 18               | 12               | 5                | 0                | 12               |
| Průměrné denní minimum [°C] | −4               | −3               | 0                | 4                | 9                | 12               | 13               | 14               | 9                | 5                | 1                | −4               | 5                |
| Průměrné srážky [mm]        | 22,6             | 20,1             | 32               | 31,4             | 53,6             | 60,1             | 86,8             | 61,9             | 43,9             | 34               | 34,6             | 29,1             | 510,1            |
| Maximální srážky [mm]       | 47,9             | 51,0             | 104,2            | 72,5             | 126,9            | 118,4            | 278,8            | 112,4            | 103,7            | 55,9             | 54,4             | 48,5             | 1 174,6          |
| Zdroj: MSN Weather          |                  |                  |                  |                  |                  |                  |                  |                  |                  |                  |                  |                  |                  |